# Домингес, Аделина
Аделина Домингес (англ. Adelina Domingues; 19 февраля 1888, Брава, Кабо-Верде — 21 августа 2002, Спринг-Валли, Калифорния, США) — африкано-американская долгожительница. Была старейшим живущим человеком в мире с 28 мая по 21 августа 2002 года. До 18 февраля 2022 года, она входила в топ 100 старейших людей в мировой истории. Её возраст составлял 114 лет 183 дня.

## Биография
Домингес родилась 19 февраля 1888 года в Брава, Кабо-Верде, тогда ещё Португальской колонии, в бедной семье. Её отец был итальянским лоцманом, а её мать была португалкой.
Домингес вышла замуж за капитана корабля в 1907 году, и в том же году переехала в Соединённые Штаты Америки. В 1950 году муж Аделины скончался от рака. Домингес была миссионером в Кабо-Верде и других частях Африки, а также религиозным проповедником, когда она жила в Массачусетсе, а ещё опытной швеёй.
Домингес твёрдо верила в американскую мечту, была глубоко религиозна, имела консервативные политические взгляды и поддерживала президента США Рональда Рейгана. Аделина ела фасоль и овощи каждый день, а также не курила и не пила. Она также отказывалась принимать лекарства. У неё было четверо детей, но только один из них, сын Фрэнк, достиг совершеннолетия.
Фрэнк умер в 1998 году в возрасте 71 года, а Аделина пережила его на четыре года. Домингес умерла в доме престарелых в Сан-Диего, Калифорния 21 августа 2002 года, в возрасте 114 лет и 183 дней.

## Рекорды долголетия
- На момент своей смерти Домингес была самым старым верифицированным человеком, когда-либо родившимся на африканском континенте.
- На момент своей смерти Домингес была самым старым верифицированным человеком из когда-либо живших в португалоязычных странах. Рекорд позднее был побит в 2005 году.
- Была старейшим живущим жителем планеты с 28 мая по 21 августа 2002 года.